# Хьюмер, Дик
Дик Хьюмер (англ. Dick Huemer; 2 января 1898, Нью-Йорк — 30 ноября 1979, Бербанк) — американский аниматор, сценарист и режиссёр, работавший в компании Дисней.

## Карьера
Его карьера началась в студии Raoul Barré в 1916г. Затем, он присоединился к  Fleischer Studios, где он разработал персонажа Koko the Clown. Позже он переезжает в Голливуд и начинает работать на студии Чарльза Минца. Впоследствии он присоединяется к студии Disney, где он оставался на протяжении всей своей карьеры, за исключением трёхлетнего перерыва c 1948 по 1951. В 2007 году его сын получил премию Легенды Диснея.

## Фильмография

### Аниматор
- 2001 — «Дом злодеев. Мышиный дом»/Mickey's House of Villains отрывок из «Одинокие привидения»/Lonesome Ghosts (1937)
- 1991 — «Lifestyles of the Rich and Animated» отрывок из «Микки Маус и команда по игре в поло»/Mickey's Polo Team (1936)
- 1946 — «A Feather in His Collar»
- 1938 — «Винкин, Блинкин и Нод»/Wynken, Blynken & Nod
- 1937 — «Одинокие привидения»/Lonesome Ghosts
- 1937 — «Маленький Гайавата»/Little Hiawatha
- 1937 — «Дон Дональд»/Don Donald
- 1936 — «Микки и его слон»/Mickey's Elephant
- 1936 — «Возвращение черепахи Тоби»/Toby Tortoise Returns
- 1936 — «Покорители Альп»/Alpine Climbers
- 1936 — «Соперник Микки»/Mickey's Rival
- 1936 — «Микки Маус и команда по игре в поло»/Mickey's Polo Team
- 1935 — «Broken Toys»/Сломанные игрушки
- 1935 — «Музыкальная страна»/Music Land
- 1935 — «В саду у Микки»/Mickey's Garden
- 1935 — «Water Babies»
- 1935 — «Концерт оркестра»/The Band Concert
- 1935 — «Черепаха и Заяц»/The Tortoise and the Hare
- 1934 — «Богиня Весны»/The Goddess of Spring
- 1934 — «Странные пингвины»/Peculiar Penguins
- 1934 — «Маленькая мудрая курочка»/The Wise Little Hen
- 1934 — «Весёлые зайчата»/Funny Little Bunnies
- 1934 — «Кузнечик и муравьи»/The Grasshopper and the Ants
- 1934 — «Посудная лавка»/China Shop
- 1933 — «Ночь перед Рождеством»/The Night Before Christmas
- 1933 — «Страна великанов»/Giantland
- 1933 — «Скачки с препятствиями»/The Steeple Chase
- 1933 — «Дудочник в пёстром костюме (Гамельнский крысолов)»/The Pied Piper
- 1933 — «Колыбельная страна»/Lullaby Land
- 1933 — «Puppy Love»
- 1931 — «Halloween»
- 1931 — «Circus Time»
- 1930 — «I'm Afraid to Go Home in the Dark»
- 1927 — «Koko in 1999»
- 1927 — «By the Light of the Silvery Moon»
- 1926 — «When Hell Freezes Over»
- 1925 — «Koko the Barber»
- 1924 — «Oh Mabel»
- 1919 — «Fireman Save My Child»

### Режиссёр
- 1939 — «Гуфи и Вилбер»/Goofy and Wilbur
- 1938 — «Китоловы»/The Whalers
- 1933 — «Scrappy's Auto Show»
- 1933 — «Hollywood Babies»
- 1933 — «Sandman Tails»
- 1933 — «Movie Struck»
- 1933 — «The World's Affair»
- 1933 — «Technocracket»
- 1933 — «The Match Kid»
- 1933 — «False Alarm»
- 1933 — «Beer Parade»
- 1933 — «Scrappy's Party»
- 1933 — «Sassy Cats»
- 1932 — «The Wolf at the Door»
- 1932 — «The Bad Genius»
- 1932 — «Flop House»
- 1932 — «The Great Bird Mystery»
- 1932 — «Black Sheep»
- 1932 — «Camping Out»
- 1932 — «Fare Play»
- 1932 — «Battle of the Barn»
- 1932 — «Stepping Stones»
- 1932 — «The Pet Shop»
- 1932 — «Railroad Wretch»
- 1932 — «The Treasure Runt»
- 1932 — «Minding the Baby»
- 1932 — «The Chinatown Mystery»
- 1931 — «Showing Off»
- 1931 — «The Dog Snatcher»
- 1931 — «Sunday Clothes»
- 1931 — «Little Pest»
- 1931 — «Yelp Wanted»
- 1931 — «Halloween»
- 1931 — «Toby the Milkman»
- 1930 — «The Museum»

### Сценарист
- 1984 — «DTV: Golden Oldies» Сборник музыкальных клипов с канала Disney Channel,  объединяющий мелодии с 1940-х по 1960-е годы.
- 1984 — «DTV: Pop & Rock» Сборник музыкальных клипов с канала Disney Channel, сочетающий поп и рок мелодии.
- 1984 — «DTV: Rock, Rhythm & Blues»  Сборник музыкальных клипов с канала Disney Channel, сочетающий рок и ритм-энд-блюз мелодии.
- (1954 – 1991) — «Великолепный мир цвета»/Disneyland
  - 1964 — «Ben and Me/Peter and the Wolf»
  - 1958 — «An Adventure in Art»
  - 1957 — «Four Fabulous Characters»
    - «Peter and the Wolf»

  - 1957 — «Tricks of Our Trade»
  - 1956 — «The Plausible Impossible»
  - 1955 — «The Story of the Animated Drawing»
- 1957 — «The Story of Anyburg U.S.A.»
- 1955 — «Леди и бродяга»/Lady and the Tramp
- 1953 — «Гудение, свист, звон и гул»/Toot Whistle Plunk and Boom
- 1953 — «Мелодия»/Melody
- 1951 — «Алиса в Стране чудес»/Alice in Wonderland
- 1946 — «Петя и волк»/Peter and the Wolf
- 1946 — «Сыграй мою музыку»/Make Mine Music
- 1944 — «Три кабальеро»/The Three Caballeros
- 1943 — «Pedro»
- 1942 — «The New Spirit»
- 1941 — «Дамбо»/Dumbo
- 1941 — «Несговорчивый дракон»/The Reluctant Dragon
  - Эпизод «Baby Weems»
- 1940 — «Фантазия»/Fantasia
- 1931 — «Sunday Clothes»
- 1931 — «Little Pest»
- 1931 — «Aces Up»

### Музыка
- 1986 —  «Disney Sing-Along-Songs: Zip-a-Dee-Doo-Dah»
  - 1941 —  Текст песни «Casey Junior»

### Прочее

#### Благодарность
- (1954 – 1991) — «Великолепный мир цвета»/Disneyland
  - 1968 —  «The Mickey Mouse Anniversary Show» Друг Микки Мауса

#### Архив
- 2010 — «Taking Flight: The Making of Dumbo Dvd-extra»

## Награды и номинации
- 1941 — Премия «Хьюго» в категории «Лучшая постановка, крупная форма» (Фантазия)[1]
- 1944 — Премия «Хьюго» в категории «Лучшая постановка, малая форма» (Der Fuehrer’s Face)[2]
- 1978 — премия Уинзора Маккея
- 2007 — премия Легенды Диснея